# Rivière du Barrage
Pour l’article homonyme, voir Barrage (homonymie).
La rivière du Barrage est un affluent de la rive est de la rivière Samson, laquelle se déverse sur la rive est de la rivière Chaudière ; ce dernière coule vers le nord pour se déverser sur la rive sud du fleuve Saint-Laurent.
La "rivière du Barrage" coule dans les municipalités de Saint-Robert-Bellarmin et de Saint-Ludger, dans la municipalité régionale de comté (MRC) Le Granit, dans la région administrative de l'Estrie, au Québec, au Canada.

## Géographie
Les principaux bassins versants voisins de la "rivière du Barrage" sont :
- côté nord : ruisseau Poléon-Mathieu, rivière Chaudière, rivière Samson ;
- côté est : ruisseau Tom-Leclerc, ruisseau du Loup, rivière du Loup ;
- côté sud : rivière des Renards, Little Gulf Stream (É.U.A.), Smith Brook (É.U.A.) ;
- côté ouest : rivière des Renards, rivière Samson, rivière Chaudière.

La "rivière du Barrage" prend sa source dans la 9e rang de Saint-Robert-Bellarmin, près de la frontière canado-américaine. Cette zone de tête est situé au sud-ouest de "Sixtynine Mountain" (É.U.A.).
À partir de sa source, la "rivière du Barrage" coule sur 8,2 km répartis selon les segments suivants :
- 1,7 km vers l'ouest dans la municipalité de Saint-Robert-Bellarmin, jusqu'à la limite de la municipalité de Saint-Ludger ;
- 2,1 km vers l'ouest dans Saint-Ludger, jusqu'au chemin du 8e et 9e rang ;
- 2,3 km vers le nord-ouest, jusqu'à la confluence du ruisseau Tom-Leclerc ;
- 2,1 km vers le nord-ouest, en parallèle à la limite municipale de Audet et de Saint-Robert-Bellarmin, jusqu'à sa confluence.

La rivière du Barrage se déverse sur la rive sud-est de la rivière Samson, à 0,2 km au nord-est du pont du chemin du 6e et 7e rang, dans la zone du 6e et 7e rang, dans la municipalité de Saint-Ludger. Cette confluence est située au sud du village de Saint-Ludger.

## Toponymie
Le toponyme rivière du Barrage a été officialisé le 5 décembre 1968 à la Commission de toponymie du Québec.